# Bergelmir (mjesec)
Bergelmir (također Saturn XXXVIII) je prirodni satelit planeta Saturn. Vanjski nepravilni satelit iz Nordijske grupe s oko 6 kilometara u promjeru i orbitalnim periodom od 1006.659 dana. Nazvan je po divu Bergelmiru.